# Kathleen Wynne
Pour les articles homonymes, voir Wynne.
 (mars 2025).
Si vous disposez d'ouvrages ou d'articles de référence ou si vous connaissez des sites web de qualité traitant du thème abordé ici, merci de compléter l'article en donnant les références utiles à sa vérifiabilité et en les liant à la section « Notes et références ».
Kathleen Wynne, née le 21 mai 1953 à Richmond Hill (Ontario), est une femme politique canadienne, première ministre de l'Ontario du 11 février 2013 au 29 juin 2018.
Élue à la direction du Parti libéral de l'Ontario suite de la démission de Dalton McGuinty en 2013, elle lui succède peu après à la tête du gouvernement provincial. Elle devient la première femme première ministre de l'Ontario et la première personne ouvertement homosexuelle à exercer la fonction. Reconduite aux élections générales de 2014 avec un gouvernement majoritaire, celui-ci est sévèrement sanctionné à l'occasion des élections de 2018. Son cabinet, miné par des affaires, est la cible des progressistes-conservateurs de Doug Ford qui forment un gouvernement majoritaire. Les néo-démocrates d'Andrea Horwath forment l'opposition officielle.
Les libéraux font élire 7 députés provinciaux lors du scrutin, le pire score de leur histoire, ainsi que le pire score pour un parti sortant de gouvernement. Kathleen Wynne démissionne de la direction du parti le soir même, bien que réélue à l'Assemblée législative de l'Ontario, où elle siège depuis 2003. En 2020, elle annonce qu'elle ne sera pas candidate à sa réélection en 2022.

## Biographie

### Carrière politique

#### Députée
Kathleen Wynne est élue députée à l'Assemblée législative de l'Ontario lors des élections de 2003 dans la circonscription de Don Valley-Ouest, battant le ministre progressiste-conservateur David Turnbull de plus de 5 000 voix. Elle est nommée assistante parlementaire de la ministre de la Formation, des Collèges et des Universités Mary Anne Chambers en octobre 2003 puis assistante parlementaire du ministre de l'Éducation Gerard Kennedy en octobre 2004.

#### Ministre
Le 18 septembre 2006, elle est nommée ministre de l'Éducation. Elle est la première femme membre d'un cabinet de l'Ontario ouvertement lesbienne. Le 18 janvier 2010 elle devient ministre des Transports puis ministre du Logement, des Affaires municipales et des Affaires autochtones en 2011.
En 2007 elle affronte dans sa circonscription le chef du Parti progressiste-conservateur de l'Ontario John Tory et le bat avec 50,4 % des voix.

#### Course à la chefferie

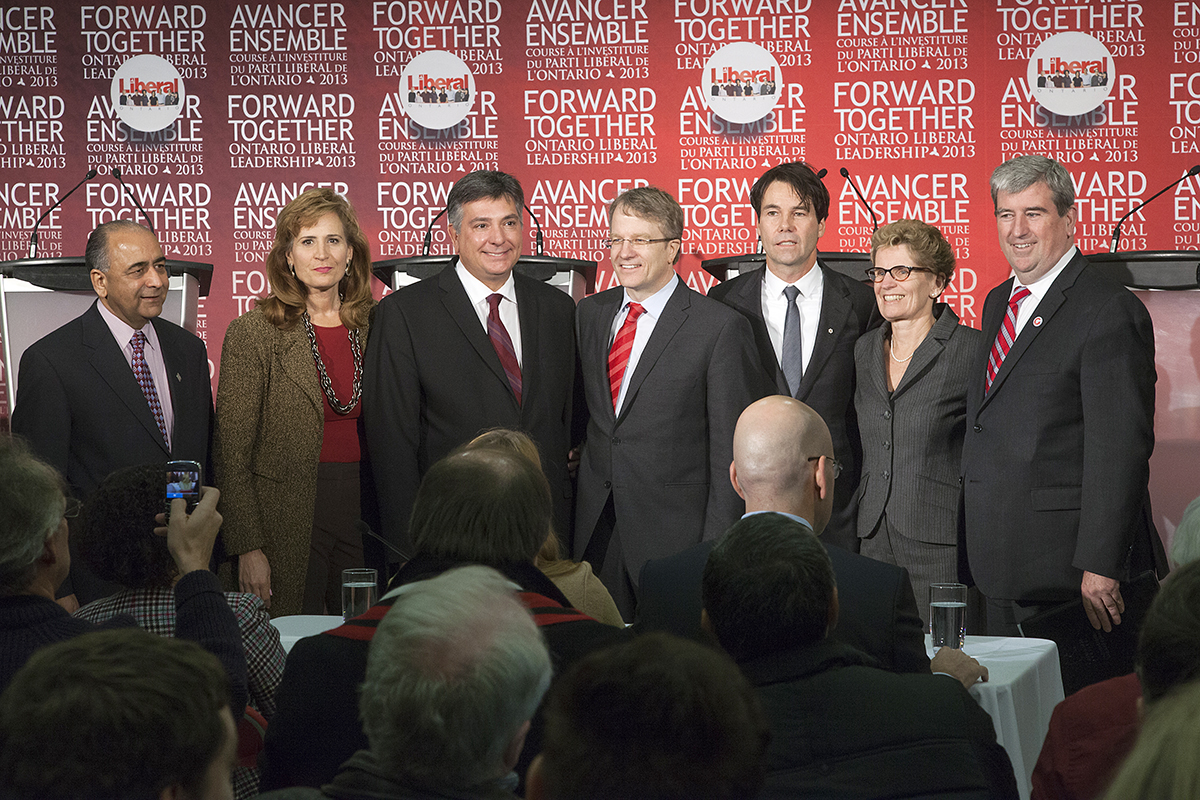
Les candidats à la chefferie du Parti libéral de l'Ontario: Harinder Takhar, Sandra Pupatello, Charles Sousa, Gerard Kennedy, Eric Hoskins, Kathleen Wynne, et Glen Murray.

Le 2 novembre 2012, Kathleen Wynne démissionne de son ministère et annonce trois jours plus tard sa candidature à la chefferie du Parti libéral de l'Ontario. Elle est élue le 26 janvier 2013 au troisième tour de scrutin avec 57 % des voix, contre 42 % pour son adversaire principale, Sandra Pupatello.

#### Première ministre
C'est le 11 février 2013 que s'est déroulée son assermentation comme Première ministre de l'Ontario.
Le 11 juin 2013, le budget 2013 du Parti libéral est adopté grâce au soutien du Nouveau Parti démocratique, malgré l'opposition du Parti conservateur. Des élections générales sont ainsi évitées. Parmi les conditions énoncées par le NPD pour apporter son soutien au budget, il est question de baisse de 15 % des primes d'assurance automobile, et une réduction du temps d'attente pour des soins de santé à domicile.
Controverses
À la tête du gouvernement de l'Ontario, Kathleen Wynne hérite de plusieurs controverses et scandales laissés par le Premier ministre démissionnaire Dalton McGuinty, notamment l'annulation de la construction de deux centrales électriques au gaz naturel. Les libéraux sont également accusés d'avoir supprimé des courriels quant à l’annulation des centrales, pour cacher le fait que l'annulation de celles-ci auraient coûté bien plus cher que les libéraux ne l'affirmaient. Les partis de l'opposition accusent le gouvernement que l'annulation des centrales n'était qu'une décision politique, à l'approche de la dernière élection générale. Le gouvernement Wynne écope aussi du conflit avec les syndicats des enseignants de la province, en raison de la Loi 115 passée par son prédécesseur, imposant entre autres des gels de salaires aux enseignants, ainsi que la perte de leurs congés maladie accumulés. Le but de cette loi était de limiter les dépenses publiques afin d'essayer d'équilibrer le budget et de se débarrasser de la dette provinciale d'ici 2017-2018, mais elle a été abrogée depuis.
Députée du troisième parti
Le 7 juin 2018, l'Ontario se rend aux urnes pour élire la 42e législature de l'Ontario. Lors de cette élection, le Parti libéral de l'Ontario subit alors sa pire défaite électorale, se retrouvant avec 7 sièges, un de moins que le seuil minimum pour être reconnu comme parti officiel, et disposer de ressources parlementaires à ce titre. Wynne est cependant réélue de justesse dans son fief, Don Valley-Ouest. Elle remet sa démission comme cheffe du Parti libéral le soir de l'élection, puis elle remet sa démission comme Première ministre auprès de la Lieutenante-gouverneure Elizabeth Dowdeswell le 29 juin, jour de l'assermentation de son successeur, Doug Ford. Elle demeurera toutefois en poste à titre de députée du 2e parti d'opposition et le leader par intérim du parti, John Fraser, lui confiera les fonctions de critique en matière d'Éducation et de la Formation, des Collèges et Universités.

### Résultats électoraux
| Kathleen Wynne          | Parti libéral                   | 17 802 | 38,89 % |  |
| Jon Kieran              | Parti progressiste-conservateur | 17 621 | 38,49 % |  |
| Amara Possian           | Nouveau Parti démocratique      | 8 620  | 18,83 % |  |
| Morgan Bailey           | Parti vert                      | 1 268  | 2,77 %  |  |
| John Kittredge          | Parti libertarien               | 380    | 0,83 %  |  |
| Patrick Geoffrey Knight | Parti Économique Canadien       | 86     | 0,19 %  |  |
| Total de votants        |                                 |        |         |  |

| Kathleen Wynne    | Parti libéral                   | 26 215 | 57,01 % |        |
| David Porter      | Parti progressiste-conservateur | 14 082 | 30,63 % |        |
| Khalid Ahmed      | Nouveau Parti démocratique      | 3 569  | 7,76 %  |        |
| Louis Fliss       | Parti vert                      | 1 286  | 2,80 %  |        |
| Patrick Boyd      | Parti libertarien               | 338    | 0,74 %  |        |
| Dimitris Kabitsis | Parti communiste                | 153    | 0,33 %  |        |
| Brock Burrows     | Indépendant                     | 138    | 0,30 %  |        |
| Rosemary Waigh    | Parti écologique végan          | 116    | 0,25 %  |        |
| Tracy Curley      | Parti de la liberté             | 83     | 0,18 %  |        |
| Total de votants  | Total de votants                | 45 980 | 45 980  | 45 980 |

| Kathleen Wynne         | Parti libéral                   | 24 444 | 58,32 % |        |
| Andrea Mandel-Campbell | Parti progressiste-conservateur | 12 827 | 30,60 % |        |
| Khalid Ahmed           | Nouveau Parti démocratique      | 3 621  | 8,64 %  |        |
| Louis Fliss            | Parti vert                      | 718    | 1,71 %  |        |
| Dimitris Kabitsis      | Parti communiste                | 125    | 0,30 %  |        |
| Rosemary Waigh         | Parti écologique végan          | 108    | 0,26 %  |        |
| Soumen Deb             | Indépendant                     | 74     | 0,18 %  |        |
| Total de votants       | Total de votants                | 41 917 | 41 917  | 41 917 |

| Kathleen Wynne   | Parti libéral                      | 23 080 | 50,44 % |        |
| John Tory        | Parti progressiste-conservateur    | 18 156 | 39,68 % |        |
| Adrian Walker    | Parti vert                         | 2 202  | 4,81 %  |        |
| Mike Kenny       | Nouveau Parti démocratique         | 2 138  | 4,67 %  |        |
| Daniel Kidd      | Parti de la coalition des familles | 183    | 0,40 %  |        |
| Total de votants | Total de votants                   | 45 759 | 45 759  | 45 759 |

| Kathleen Wynne           | Parti libéral                   | 23 488 | 52,59 % |        |
| David Turnbull (sortant) | Parti progressiste-conservateur | 17 394 | 38,95 % |        |
| Ali Naqvi                | Nouveau Parti démocratique      | 2 540  | 5,69 %  |        |
| Philip Hawkins           | Parti vert                      | 1 239  | 2,77 %  |        |
| Total de votants         | Total de votants                | 44 661 | 44 661  | 44 661 |